# You've Lost That Lovin' Feelin'
You've lost that lovin' feelin' is een nummer uit 1964 geschreven door Phil Spector, Barry Mann en Cynthia Weil.
Het werd in 1965 een bekende hit in de versie van The Righteous Brothers. In 1988 gooit het nummer opnieuw hoge ogen in de hitlijsten nadat het gebruikt is in de film Top Gun met onder meer Tom Cruise.

## Het nummer
You've lost that lovin' feelin' werd geschreven door Phil Spector, Barry Mann en Cynthia Weil. Het nummer is een goed voorbeeld voor de door producer Phil Spectors bedachte Wall of sound-techniek. Tussen de achtergrondzangeressen zong een jonge Cher ook mee.
Bobby Hatfield gaf aan producer Phil Spector vaak zijn irritatie te kennen over het feit dat hij lang moest wachten totdat hij mee kon zingen met Bill Medley in het refrein. Hatfield vroeg aan Spector wat te doen tijdens Medleys solo. Spector antwoordde daarop:

...Je kan je geld naar de bank brengen...

## Waardering
Het nummer werd een nummer 1-hit in zowel de Amerikaanse Billboard Hot 100 als in de hitlijsten van het Verenigd Koninkrijk en werd door de RIAA gekozen als een van de "Songs of the Century".
In de lijst van 500 beste nummers aller tijden van Rolling Stone vinden we You've Lost That Lovin' Feelin' terug op een 36e plaats.
Op 25 maart 2015 maakte de Library of Congress bekend dat You've Lost That Lovin' Feelin' van The Righteous Brothers werd opgenomen in de National Recording Registry.

## The Righteous Brothers
In de Nederlandse Top 40 stond de versie van The Righteous Brothers gezamenlijk met de versies van Cilla Black en Trea Dobbs in de hitparade genoteerd en bereikte daar een achtste plaats.

### Hitnotering
| You've lost that lovin' feelin' | You've lost that lovin' feelin' | You've lost that lovin' feelin' | You've lost that lovin' feelin' | You've lost that lovin' feelin' | You've lost that lovin' feelin' | You've lost that lovin' feelin' | You've lost that lovin' feelin' | You've lost that lovin' feelin' | You've lost that lovin' feelin' | You've lost that lovin' feelin' |
| Hitlijst                        | Datum van binnenkomst           | Week:                           | 1                               | 2                               | 3                               | 4                               | 5                               | 6                               | 7                               | Laatste notering                |
| ------------------------------- | ------------------------------- | ------------------------------- | ------------------------------- | ------------------------------- | ------------------------------- | ------------------------------- | ------------------------------- | ------------------------------- | ------------------------------- | ------------------------------- |
| Nederlandse Top 40              | 20-02-1965                      | Positie:                        | 26                              | 16                              | 10                              | 9                               | 8                               | 13                              | 24                              | 03-04-1965                      |

### NPO Radio 2 Top 2000
| Nummer met noteringen in de NPO Radio 2 Top 2000 | '99 | '00 | '01 | '02 | '03 | '04 | '05  | '06  | '07  | '08  | '09  | '10  | '11  | '12  | '13  | '14  | '15  | '16  |
| ------------------------------------------------ | --- | --- | --- | --- | --- | --- | ---- | ---- | ---- | ---- | ---- | ---- | ---- | ---- | ---- | ---- | ---- | ---- |
| You've Lost That Lovin' Feelin'                  | 586 | 944 | 989 | 797 | 664 | 977 | 1059 | 1197 | 1170 | 1014 | 1207 | 1384 | 1574 | 1786 | 1482 | 1649 | 1871 | 1963 |

1. ↑  Een vetgedrukt getal geeft de hoogste notering aan.
2. ↑  Deze tabel is bijgewerkt tot en met de laatste editie (2024).

## Trea Dobbs
In de Nederlandse Top 40 stond de versie van Trea Dobbs gezamenlijk met de versies van Cilla Black en The Righteous Brothers in de hitparade genoteerd en bereikte daar een achtste plaats.

### Hitnotering
| You've lost that lovin' feelin' | You've lost that lovin' feelin' | You've lost that lovin' feelin' | You've lost that lovin' feelin' | You've lost that lovin' feelin' | You've lost that lovin' feelin' | You've lost that lovin' feelin' | You've lost that lovin' feelin' | You've lost that lovin' feelin' | You've lost that lovin' feelin' | You've lost that lovin' feelin' |
| Hitlijst                        | Datum van binnenkomst           | Week:                           | 1                               | 2                               | 3                               | 4                               | 5                               | 6                               | 7                               | Laatste notering                |
| ------------------------------- | ------------------------------- | ------------------------------- | ------------------------------- | ------------------------------- | ------------------------------- | ------------------------------- | ------------------------------- | ------------------------------- | ------------------------------- | ------------------------------- |
| Nederlandse Top 40              | 20-02-1965                      | Positie:                        | 26                              | 16                              | 10                              | 9                               | 8                               | 13                              | 24                              | 03-04-1965                      |

## Cilla Black
In de Nederlandse Top 40 stond de versie van Cilla Black gezamenlijk met de versies van The Righteous Brothers en Trea Dobbs in de hitparade genoteerd en bereikte daar een achtste plaats.

### Hitnotering
| You've lost that lovin' feelin' | You've lost that lovin' feelin' | You've lost that lovin' feelin' | You've lost that lovin' feelin' | You've lost that lovin' feelin' | You've lost that lovin' feelin' | You've lost that lovin' feelin' | You've lost that lovin' feelin' | You've lost that lovin' feelin' | You've lost that lovin' feelin' | You've lost that lovin' feelin' |
| Hitlijst                        | Datum van binnenkomst           | Week:                           | 1                               | 2                               | 3                               | 4                               | 5                               | 6                               | 7                               | Laatste notering                |
| ------------------------------- | ------------------------------- | ------------------------------- | ------------------------------- | ------------------------------- | ------------------------------- | ------------------------------- | ------------------------------- | ------------------------------- | ------------------------------- | ------------------------------- |
| Nederlandse Top 40              | 20-02-1965                      | Positie:                        | 26                              | 16                              | 10                              | 9                               | 8                               | 13                              | 24                              | 03-04-1965                      |

## Covers
You've lost that lovin' feelin' is verder nog talloze malen gecoverd door onder anderen:
- Timi Yuro
- Joan Baez
- Gladys Knight & The Pips
- Unit 4 + 2
- Isaac Hayes, op ...to Be Continued (1971)
- Westlife
- Elvis Presley
- Slam Creepers
- Neil Diamond en Dolly Parton
- Lee Hazlewood en Nancy Sinatra
- Dionne Warwick (V.S. #16, 1969)
- The Human League
- Long John Baldry en Kathi MacDonald (V.S. #89, 1979)
- Roberta Flack en Donny Hathaway (V.S. #71, 1971)
- Hall & Oates
- Telly Savalas
- Brian Wilson
- Maverick en Goose (twee personages uit de film Top Gun, gespeeld door Tom Cruise en Anthony Edwards)
- Barry Manilow
- James Last
- Paul Shane
- André Hazes en Johnny Logan
- Grant & Forsyth